# Anna Simon (Intendantin)
Anna Simon (* 3. August 1892 in Hamburg; † 16. November 1964 ebenda) war eine deutsche Theaterintendantin und Direktorin des St. Pauli-Theaters.

## Leben
Anna Simon war die Tochter eines Straßenbauunternehmers, der sie früh mit plattdeutscher Kultur und dem Hamburger Geschäftsleben bekannt machte. Sie heiratete Siegfried Simon, der das St. Pauli-Theater, seinerzeit Ernst-Drucker-Theater, leitete. Das Ehepaar bekam die Kinder Kurt (1916–1975) und Edith (1918–1982). Nachdem Siegfried Simon 1924 überraschend verstorben war, übernahm Anna Simon die Leitung des Theaters. Edith Simon übernahm später kaufmännische Tätigkeiten, Kurt Simon die künstlerische Leitung.

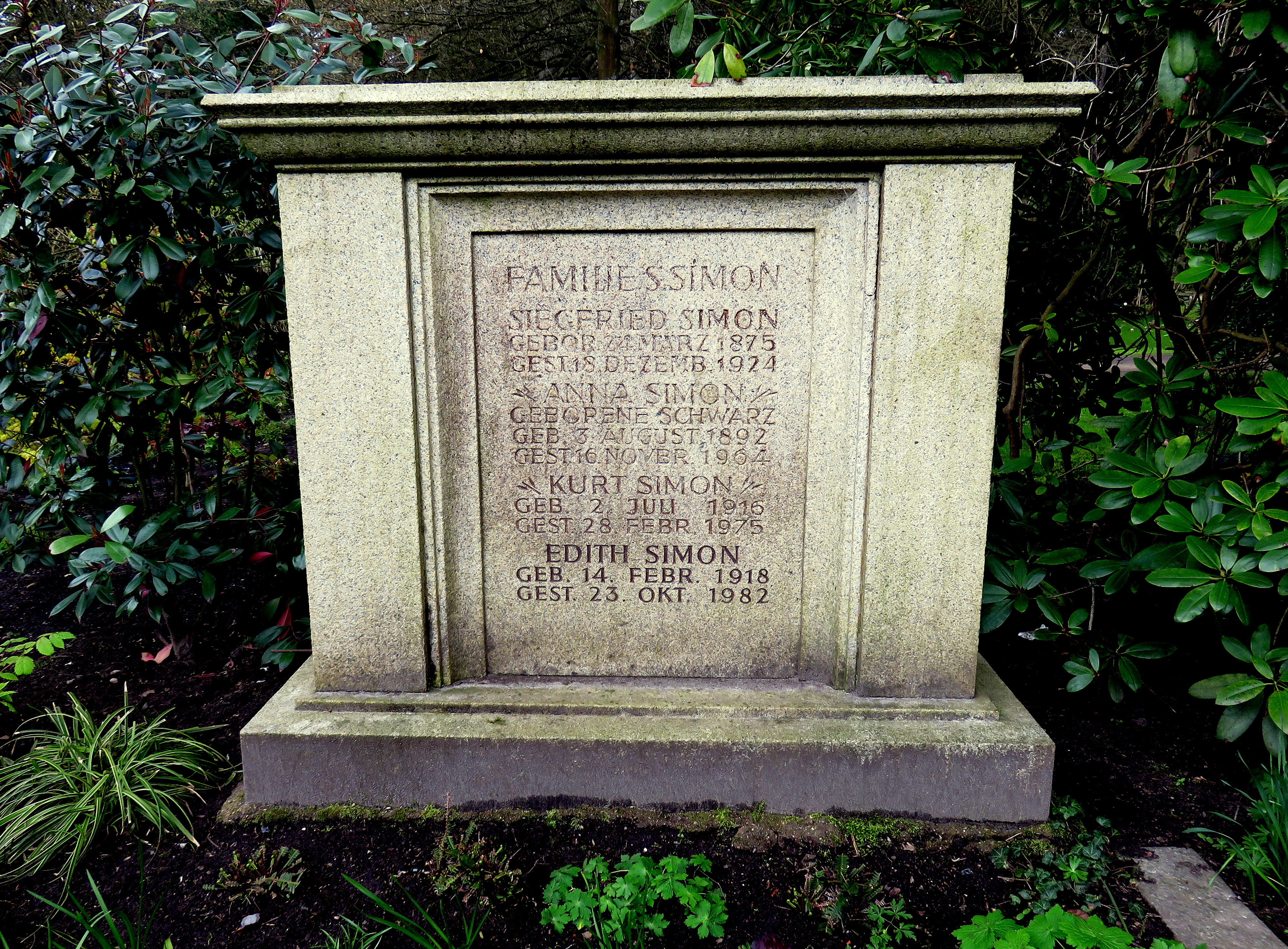
Historischer Stein auf dem Friedhof Ohlsdorf im Garten der Frauen

Da der vorherige Theaterbesitzer Ernst Drucker Jude gewesen war, musste sich das Theater zum 100. Jubiläum am 24. Mai 1941 in St. Pauli-Theater umbenennen. Da Siegfried Simon ebenfalls Jude gewesen war, galten die Kinder Kurt und Anna Simon als „nicht-arisch“. Daher verboten die Nationalsozialisten die geplante Festschrift zum Jubiläum, in der Kurt und Anna Simon zu sehen waren. Nach Ende des Zweiten Weltkriegs, während dessen das Theater unbeschädigt geblieben war, eröffnete das Schauspielhaus am 29. August 1945 mit einer Vorstellung der Zitronenjette wieder den Schauspielbetrieb. Anna Simon betreute Schauspieler und Autoren, organisierte die Dekoration und Kostüme des Theaters und kümmerte sich um die Kasse. Zu ihrem 65. Geburtstag erhielt sie vom Hamburger Senat die Medaille für treue Arbeit im Dienste des Volkes.
Anna Simon, die das Theater bis Lebensende leitete, starb an einer schweren Krebserkrankung. Ihr Grabstein steht heute im Garten der Frauen auf dem Ohlsdorfer Friedhof in Hamburg.